# Інферно (фільм, 1999)
Інферно (англ. Inferno) — американо-французький бойовик 1999 року режисера Джона Евілдсена.

## Сюжет
Едді Ломакс втомлений від життя самотній воїн, що втратив віру в себе і хоче померти. Щоб отримати дозвіл, він їде через пустелю до свого знайомого індіанця-шамана Джонні. По дорозі Едді наражається на місцевих бандитів, які б'ють його майже до смерті і крадуть його мотоцикл. Завдяки Джонні він виживає. Щоб повернути мотоцикл, Едді вирушає до міста Інферно. Це маленьке місто, де жителів тероризують місцеві бандити. Едді вирішує захистити жителів від них.

## У ролях
| Актор               | Роль                   |
| ------------------- | ---------------------- |
| Жан-Клод Ван Дамм   | Едді Ломакс            |
| Пет Моріта          | Джубал Ерлі            |
| Денні Трехо         | Джонні «Шість пальців» |
| Габріель Фіцпатрік  | Ронда Рейнольдс        |
| Ларрі Дрейк         | Ремсі Гоган            |
| Вінсент Скьявеллі   | містер Сінг            |
| Девід «Шарк» Фралік | Метт Гоган             |
| Сайлас Вейр Мітчелл | Джессі Гоган           |
| Джонатан Евілдсен   | Піті Гоган             |
| Джеймі Пресслі      | Дотті Меттьюс          |
| Білл Ервін          | Елі Гамільтон          |
| Форд Рейні          | Поп Рейнольдс          |
| Кевін Вест          | Верн                   |
| Прісцилла Пойнтер   | місіс Генрі Говард     |